# هاري لوتون
هاري لوتون (بالإنجليزية: Harry Lawton)‏ هو صحفي أمريكي، ولد في 11 ديسمبر 1927 في لونغ بيتش في الولايات المتحدة، وتوفي في 20 نوفمبر 2005 في دانا بوينت في الولايات المتحدة.

## وصلات خارجية
- هاري لوتون على موقع IMDb (الإنجليزية)
- هاري لوتون على موقع قاعدة بيانات الفيلم (الإنجليزية)